# Királykormorán
A királykormorán (Phalacrocorax carunculatus) a madarak (Aves) osztályának a szulaalakúak (Suliformes) rendjébe, ezen belül a kárókatonafélék (Phalacrocoracidae) családjába tartozó faj.

## Előfordulása
Új-Zélandon , a Marlborough Sounds területén él teljes populációja.

## Megjelenése
A királykormorán egy nagy testű kormoránfaj, testhossza 76 centiméter, testtömege 2,5 kilogramm. A tollruhája felül fekete a hasa fehér.